# Peter Kreeft
Peter John Kreeft (ur. 16 marca 1937 w Paterson) – amerykański apologeta katolicki, pisarz, publicysta, emerytowany profesor filozofii w Boston College i The King’s College. 
Studiował kolejno w Calvin College (licencjat, 1959), na Uniwersytecie Fordham (magisterium, 1961; doktorat, 1965), Uniwersytecie Yale (studia podyplomowe). W latach 1962–1965 wykładał na Villanova University.

## Wybrana bibliografia
- Love Is Stronger Than Death (Harper & Row Publishers, Nowy Jork 1979; Ignatius Press, San Francisco 1992; wyd. pol. Miłość silniejsza niż śmierć, Promic wydawnictwo Księży Marianów, 2010)
- Heaven: The Heart’s Deepest Longing (Harper & Row Publishers, San Francisco 1980; Ignatius Press, San Francisco 1989)
- Between Heaven and Hell: A Dialog Somewhere Beyond Death with John F. Kennedy, C.S. Lewis and Aldous Huxley (1982)
- The Unaborted Socrates (InterVarsity, 1982)
- Yes or No?: Straight Answers to Tough Questions About Christianity (Servant Publication, Ann Arbor 1984; wyd. pol. Tak czy nie? Łatwe odpowiedzi na trudne pytania dotyczące chrześcijaństwa, Wydawnictwo eSPe, 2006)
- Back to Virtue (Nelson, 1986, jako For Heaven’s Sakel Virtues; Ignatius Press, San Francisco 1992)
- Making Sense Out of Suffering (Servant, 1986)
- Socrates Meets Jesus (InterVarsity, 1987)
- Three Philosophies of Life (Ignatius Press, 1989)
- Everything You Ever Wanted To Know About Heaven… But Never Dreamed of Asking (Ignatius Press, San Francisco 1990; wyd. pol. Wszystko, co chciałbyś wiedzieć o Niebie… ale nie śniło Ci się zapytać, Wydawnictwo Znak, Kraków 2010)
- Summa of the Summa (Ignatius Press, San Francisco 1991)
- A Shorter Summa: The Essential Philosophical Passages of Saint Thomas Aquinas’ Summa Theologica (Ignatius Press, San Francisco 1993)
- Christianity for Modern Pagans: Pascal’s Pensees (Ignatius Press, San Francisco 1993)
- C.S. Lewis for the Third Millenium (Ignatius Press, San Francisco 1994)
- Handbook of Christian Apologetics (wspólnie z Ronaldem K. Tacellim; 1994)
- Shadowlands (Ignatius Press, San Francisco 1994)
- Ecumenical Jihad: Ecumenism and the Culture War (Ignatius Press, San Francisco 1996; wyd. pol. Ekumeniczny dżihad: Ekumenizm i wojna kultur, Fronda, 2005)
- The Journey: A Spiritual Roadmap for Modern Pilgrims (InterVarsity, 1996; wyd. pol. Podróż. Duchowa mapa dla współczesnych pielgrzymów ze wstępem ks. Andrzeja Siemieniewskiego, Wydawnictwo M, Kraków 2004)
- Refutation of Moral Relativism (Ignatius Press, San Francisco 1999)
- Angels (and Demons): What Do We Really Know About Them? (1995; wyd. pol. Aniołowie i demony, Wydawnictwo M, Kraków 2003)
- Socratic Logic (St. Augustine’s Press, 2001)
- How to Win the Culture War (2002)
- Philosophy 101 by Socrates (Ignatius Press, San Francisco 2002)
- Prayer for Beginners (Ignatius Press, San Francisco 2002; wyd. pol. Modlitwa dla początkujących, Wydawnictwo eSPe, Kraków 2005)
- Socrates Meets Machiavelli (Ignatius Press, San Francisco 2002)
- Socrates Meets Marx (Ignatius Press, San Francisco 2002)
- Socrates Meets Sartre (Ignatius Press, San Francisco 2002)
- Three Approaches to Abortion (Ignatius Press, 2002, wyd. pol. Aborcja. Trzy punkty widzenia)
- The Philosophy of Tolkien: The Worldview Behind "The Lord of the Rings" (2005)